# Stefan Grabowski (1767–1847)
Stefan Grabowski herbu Oksza (ur. 24 czerwca 1767 w Ostaszynie k. Nowogródka, zm. 4 czerwca 1847 w Warszawie), generał dywizji Armii Królestwa Polskiego, tajny radca i polityk. Uzyskał pruski tytuł hrabiego w 1798 roku, hrabia w Królestwie Kongresowym w 1820 roku. Kalwinista.

## Życiorys
Syn Tomasza Marcjana Grabowskiego, generał-majora wojsk litewskich i Doroty z Ottenhauzenów. Brat stryjeczny Pawła Jerzego Grabowskiego, koniuszego Wielkiego Księstwa Litewskiego, krewny Zygmunta Ksawerego i Pawła pułkownika, stryj Karola, oficera wojsk polskich.
Służył w 7 regimencie litewskim. Brał udział w wojnie polsko-rosyjskiej 1792 w stopniu pułkownika. Po zwycięstwie targowiczan pozostał w służbie. W 1793 przystąpił do sprzysiężenia insurekcyjnego na Litwie. W powstaniu kościuszkowskim dowodził samodzielnym oddziałem w obronie Wilna, w bitwie pod Sołami, dowodził wyprawą dywersyjną na tyłach rosyjskich pod Mińskiem. Stoczył przegraną bitwę pod Lubaniem i kapitulował honorowo koło Słucka. Rosjanie nie dotrzymali umowy i został wzięty do niewoli i zesłany na Syberię. W 1796 został uwolniony przez cara Pawła i powrócił do Wilna. W 1812 roku przystąpił do Konfederacji Generalnej Królestwa Polskiego wraz z obywatelami Brześcia i powiatu brzeskolitewskiego. W roku 1812 przewodniczący Komitetu Wojskowego Litwy i dowódca 12 pułku piechoty armii Księstwa Warszawskiego. Walczył po stronie Francji przeciwko Rosji biorąc udział w kampanii na Moskwę. Awansował na generała. W kampanii saskiej w 1813 został wzięty do niewoli rosyjskiej w bitwie pod Lipskiem. Gdy wrócił do kraju pozyskał względy cesarza Aleksandra I. Od 1815 r. dowódca Brygady Piechoty w armii Królestwa Polskiego, od 1816 dyrektor generalny Komisji Wojny. Dzięki poparciu Wielkiego Księcia Konstantego od 1820 członek Rady Stanu i minister-Sekretarz stanu Królestwa Polskiego od 1825. Generał dywizji z 1826. Uczestniczył w wojnie rosyjsko tureckiej.
Po wybuchu powstania w 1830 wyjechał do Petersburga. Po upadku powstania listopadowego jako minister sekretarz stanu wszedł w skład powołanego przez Rosjan Rządu Tymczasowego Królestwa Polskiego. Od 1832 członek Rady Państwa Imperium Rosyjskiego.
Odznaczony Orderem Świętego Stanisława I klasy w 1820 i II klasy w 1818, a Orderem Orła Białego oraz Znakiem Honorowym za 25 lat służby w 1830. Posiadał też rosyjskie Order św. Aleksandra Newskiego z brylantami, Order św. Włodzimierza I klasy i Order św. Anny I klasy.
Był członkiem 3 niższych wileńskich lóż wolnomularskich w 1781 roku.